# Земљаци (филм)
Земљаци је југословенски играни филм из 1963. године. Режирао га је Здравко Рандић, док су сценарио написали Драгољуб Голубовић и Душан Савковић.

## Радња
Дошавши са групом сељака, сезонских радника из Босне у Банат девојка Јана напушта вереника и заљубљује се у Николу. Њени огорчени земљаци позивају вереника на освету у име обичаја и закона њиховог краја, али у последњем тренутку сељаци осујећују злочин.

## Улоге
| Глумац                   | Улога   |
| ------------------------ | ------- |
| Беба Лончар              | Јана    |
| Борис Дворник            | Никола  |
| Велимир Бата Живојиновић | Јоле    |
| Ранко Ковачевић          | Марко   |
| Зоран Марјановић         | Милош   |
| Ружица Сокић             | Цвијета |
| Столе Аранђеловић        |         |
| Душан Голумбовски        |         |
| Љиљана Јовановић         |         |
| Милош Кандић             |         |
| Ева Рас                  |         |
| Никола Поповић           |         |
| Милан Срдоч              |         |
| Павле Вугринац           |         |
| Мирко Даутовић           |         |
| Бошко Кузмановић         |         |
| Гојко Ковачевић          |         |